# Your Commodore
Your Commodore, Your Commodore incorporating Your 64 (oficjalny tytuł od numeru 14.), YC (od numeru 64.) – brytyjski miesięcznik poświęcony tematyce związanej z komputerami marki Commodore wydawany początkowo przez Argus Specialist Publications Ltd, a następnie przez Alphavite Publications Ltd. Magazyn ukazywał się od października 1984 do września 1991. Łącznie ukazały się 83 numery pisma. Przed rozpoczęciem regularnej sprzedaży wydano także numer zerowy, który był bezpłatnym dodatkiem do Personal Computing Today.

## Zawartość
Treść magazynu była dosyć zróżnicowana, głównie skupiała się jednak na tematyce programowania i gier komputerowych na Commodore 64, VIC-20, Amigę i Commodore PC. W pierwszym numerze pisma redaktor naczelna Wendy J. Palmer poinformowała o treściach, jakich mogą się spodziewać czytelnicy, a które miały obejmować: wszystkie wiadomości dotyczące świata Commodore, informacje na temat nowych produktów, recenzje programów i gier komputerowych, a także testy sprzętu i kursy programowania zarówno w języku BASIC, jak i w języku maszynowym.

## Historia
Numer zerowy pisma ukazał się w lipcu 1984 roku, jako bezpłatny dodatek do miesięcznika poświęconego komputerom pt. Personal Computing Today i miał 16 stron. Pierwszy numer niezależnego już czasopisma ukazał się w październiku 1984 i obejmował 94 strony. Hasłem przewodnim na okładce było: „Your best independent Commodore magazine”, co oznacza „Twój najlepszy niezależny magazyn poświęcony Commodore”. Przed wydaniem numeru 14. wydawca Your Commodore przejął aktywa czasopisma Your 64 od Sportscene Press i od tego momentu zespół redakcyjny został powiększony, zmieniono także oficjalny tytuł miesięcznika na Your Commodore incorporating Your 64, który był używany w stopce. Na okładkach w większości numerów pozostało Your Commodore. W listopadzie 1987 (numer 38.) z magazynu oficjalnie został wydzielony bezpłatny suplement Your Amiga, który rozwijał się w kolejnych numerach i ostatecznie od czerwca 1988 był wydawany jako niezależne czasopismo. W styczniu 1990 (numer 64.) zmieniono tytuł miesięcznika na YC oraz rozpoczęto dodawanie do każdego egzemplarza darmowej kasety (YC Tape) z pełnymi wersjami gier oraz demami na Commodore 64. Od tego numeru zaczęto również przyznawać odznaczenie YC Fun One (YC Fun 1) dla najlepszych recenzowanych gier komputerowych. Ostatni numer pisma, 83., ukazał się we wrześniu 1991 roku, mimo iż w jego treści można znaleźć zapowiedzi kolejnego numeru.